# Scirpoides holoschoenus
Espèce
Classification phylogénétique
Statut de conservation UICN

 LC  : Préoccupation mineure
Le Scirpe-jonc, Scirpoides holoschoenus, est une espèce de plante du genre Scirpoides et de la famille des cypéracées poussant dans les milieux humides.

## Taxonomie
L'espèce comprend plusieurs sous-espèces et variétés distinctes :
- Scirpoides holoschoenus australis ;
- Scirpoides holoschoenus euholoschoenus ;
- Scirpoides holoschoenus globiferus ;
- Scirpoides holoschoenus globuliferus ;
- Scirpoides holoschoenus macrostachyus.
- Scirpoides holoschoenus monosphaericus ;
- Scirpoides holoschoenus romanus ;
- Scirpoides holoschoenus thunbergii.

### Synonymes
- Scirpus holoschoenus
- Holoschoenus vulgaris

## Description
La floraison a lieu de juillet à octobre.